# Les chansons d'amour
Les chansons d'amour, titulada Canciones de amor en Argentina y Uruguay y Las canciones de amor en España y resto de Hispanoamérica,  es una película musical francesa de 2007 dirigida por Christophe Honoré y protagonizada por Louis Garrel, Ludivine Sagnier, Clotilde Hesme y Chiara Mastroianni. 
Fue una de las 20 películas seleccionadas para la competencia principal en el Festival de Cine de Cannes de 2007.

## Trama
La película se divide en tres partes: La partida, La ausencia y El regreso .

### La partida
La película comienza con Julie Pommeraye paseando por las calles de París; va a un cine y desde la cola de las entradas llama a su novio Ismaël Bénoliel al móvil. Él está en el trabajo con Alice, pero cuando Julie le pregunta miente y dice que está solo. Julie le responde que la cabrea. Esa misma noche, Ismael se encuentra con Julie de camino a casa. Discuten las frustraciones de Julie sobre su relación y finalmente, ya en su apartamento, se reconcilian. Poco después llega Alice; se meten todos juntos en la cama, leen un libro diferente cada uno y se pelean por el lugar de cada uno en la cama.
Al día siguiente, Julie e Ismael desayunan con su familia; Julie se frustra y se marcha a la cocina, seguida de su hermana mayor, Jeanne. Julie le cuenta a Jeanne y más tarde a su madre lo de Alice y el trío. Por la noche, después de que Ismaël, Julie y Alice salgan de un bar donde estaban comiendo, Julie empieza a quejarse de la relación de Ismaël con Alice; Ismaël responde que sus celos son irónicos teniendo en cuenta que también tiene una relación sexual con Alice, pero que ella es realmente la única a la que quiere. Alice les dice que sólo está ahí para unirlos. Van a un concierto donde Alice se hace amiga de un chico llamado Gwendal. Julie empieza a sentirse mal, así que ella e Ismaël deciden marcharse. Fuera, Julie se desmaya y muere repentinamente.

### La ausencia
De camino al trabajo, Ismaël se cruza con Jeanne, que se dirige a su piso y al de Julie. En el trabajo, se enfrenta a Alice por sus constantes crisis nerviosas desde la muerte de Julie y ella le consuela. Como Jeanne se aloja en el apartamento de Ismaël, éste no quiere pasar allí la noche, así que Alice le lleva al apartamento de Gwendal.Ismaël pasa toda la noche en vela; por la mañana se encuentra con Erwann, el hermano pequeño de Gwendal, que también vive allí, y que antes de irse a la escuela le ofrece a Ismaël su habitación para que por fin pueda dormir un poco. Erwann regresa y despierta a Ismaël, que le pide prestada ropa limpia y se marcha a trabajar. Por la noche, descubre que Erwann le ha estado siguiendo. Erwann le pide irse a casa con Ismaël, que lo rechaza. Ismaël llega a su apartamento y descubre que Jeanne sigue allí, así que va al apartamento de Erwann para pasar la noche de nuevo.
Al día siguiente, Ismaël visita a la familia de Julie. Más tarde, disgustado por Julie, pasa la noche con una camarera llamada Maud. A la mañana siguiente, Jeanne los descubre en el apartamento, pero Ismaël se viste rápidamente y se escabulle mientras Jeanne y Maud charlan.

### El regreso
Ismaël va a trabajar y encuentra a Erwann esperándole; le dice que se siente halagado por su atención, pero que ni le interesa ni le necesita. Alice, que ha roto con Gwendal, cree que Erwan ha sido enviado por su hermano para recoger el juego de llaves que ella tenía; se las da a Ismaël para que se las pase a Erwann. Al salir del trabajo, Ismaël encuentra de nuevo a Erwann esperándole. Éste le devuelve las llaves, pero luego se las lleva y ambos se dirigen al apartamento de Ismaël.
Mientras tanto, Alice recibe una llamada de la madre de Julie y ambas se reúnen en un restaurante, donde la madre de Julie le pide que cuide de Ismaël. Jasmine, la otra hermana de Julie, viene a decirle a su madre que a su padre le molesta que siga fuera tan tarde por la noche, así que se marcha. Alice y Jasmine hablan brevemente de su dolor.
Ismaël y Erwann duermen juntos esa noche. Jeanne entra en el apartamento de Ismaël, descubre allí a Erwann y se marcha. Él la sigue hasta la calle, donde pasean y ella le explica que está intentando comprender su proceso de duelo, y admite que su desinterés por los niños y su trío con Julie y Alice pueden explicarse finalmente por su homosexualidad. Él no lo confirma ni lo niega, y los dos se separan sin reconciliarse y disgustados.
Erwann acude al despacho de Ismaël y se encuentra con Alice. Le confirma que Ismaël y él están en medio de una aventura que espera que vaya a más. Mientras tanto, Ismaël, disgustado, visita la tumba de Julie y lucha con su sentimiento de culpa por no haberla visitado antes y por sus numerosas hazañas sexuales desde su muerte como forma de sobreponerse. Alice le encuentra borracho en un bar y le lleva a casa de Erwann, que le invita a quedarse. Ismaël le explica que seguirá con su aventura mientras Erwann no se sienta incómodo oyendo que Ismaël le ama, y Erwann dice que Ismaël puede quedarse mientras esté bien oyendo que le aman. En el tejado, Ismaël le dice a Erwann "quiérele menos pero quiérele mucho tiempo" y se besan mientras Alice mira desde abajo.

## Reparto
- Louis Garrel como Ismaël Bénoliel
- Ludivine Sagnier como Julie Pommeraye
- Clotilde Hesme como Alicia
- Grégoire Leprince-Ringuet como Erwann
- Chiara Mastroianni como Jeanne, la hermana mayor de Julie
- Brigitte Roüan como la madre de Julie
- Alice Butaud como Jasmine, la hermana de Julie
- Jean-Marie Winling como el padre de Julie
- Yannick Renier como Gwendal, el hermano de Erwann
- Esteban Carvajal-Alegria como amigo de Erwann
- Annabelle Hettmann como Maude, mesera